# Charagaoeli (gemeente)
Charagaoeli (Georgisch: ხარაგაულის მუნიციპალიტეტი, Charagaoelis moenitsipaliteti) is een gemeente in het midden van Georgië met ruim 17.000 inwoners (2024), gelegen in de regio Imereti. De nederzetting met stedelijk karakter Charagaoeli is het bestuurlijk centrum van de gemeente. Charagaoeli heeft een oppervlakte van 913,9 km² en is gesitueerd in het Mescheti- en Lichigebergte.

## Geschiedenis
Het gebied van het hedendaagse Charagaoeli ligt historisch op een strategische plek, langs belangrijke rivieren waarlangs de centrale doorgang tussen oost- en west-Georgië loopt. Het gebied was regelmatig het toneel van veldslagen tussen strijdende partijen over de controle over de Georgische vorstendommen.
Na het uiteenvallen van het Koninkrijk Georgië in de 15e eeuw lag het gebied van Charagaoeli in het koninkrijk Imeretië, dat door zowel het Ottomaanse Rijk als Safavidisch Perzië werd bevochten. Na de Vrede van Amasya in 1555 werd het gebied tot de 18e eeuw gedomineerd door de Ottomanen en lag het aan de grens met Perzisch gecontroleerd Georgië.
Het Vachani kasteel in het zuidoosten van de gemeente lag aan de frontlijn tussen de koninkrijken Imeretië en Kartlië en wisselde geregeld tussen beiden. Op 25 april 1804 werd hier de Conventie van Elaznaoeri getekend tussen Salomo I van Imeretië en Pavel Tsitsianov, leider van de Russische strijdkrachten in Transkaukasië, waarmee Imeretië gedwongen werd een Russisch protectoraat te worden.

### Russisch gezag

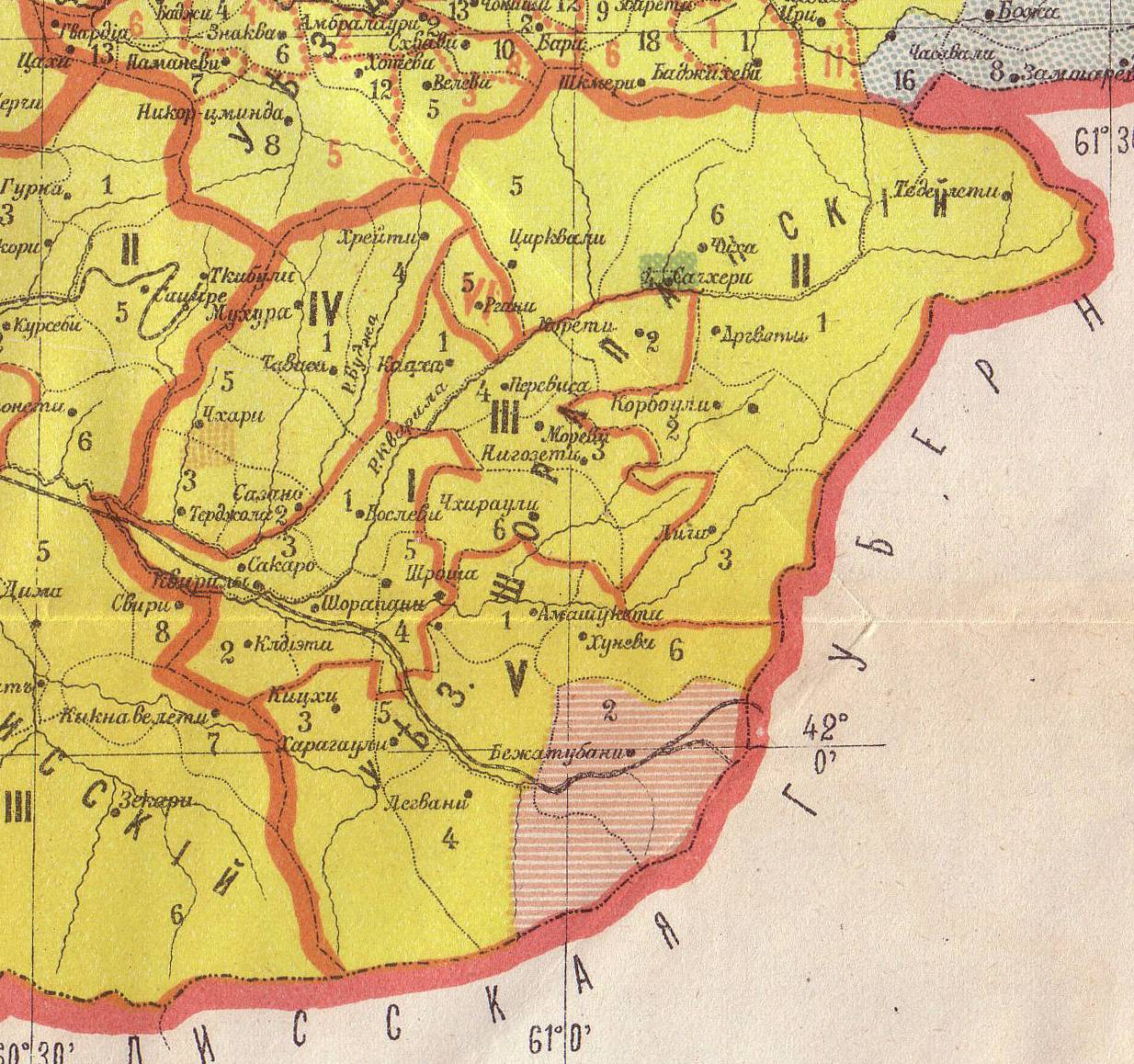
Oejezd Sjorapan ca 1886

In 1810 werd Imeretië door het Russisch Rijk geannexeerd, wat de overgang naar een Russische bestuurlijke indeling betekende. Het vorstendom werd omgevormd in het oblast Imeretië, dat in 1840 opgenomen werd in het gouvernement Georgië-Imeretië, dat geheel Georgië besloeg. In 1846 werden oost- en west-Georgië weer gescheiden en werd het gebied van Charagaoeli bestuurlijk ingedeeld bij de provincie (oejezd) Sjaropan van het gouvernement Koetais.
Onder het Russisch keizerlijke gezag werd de spoorweginfrastructuur in Transkaukasië in hoog tempo ontwikkeld. De eerste spoorlijn ten zuiden van de Kaukasus werd in 1872 geopend tussen Tbilisi - Poti en deze passeerde door Charagaoeli. De langste spoortunnel in keizerlijk Rusland werd in de jaren 80 van de 19e eeuw in het oosten van Charagaoeli gebouwd en ging door de Soeramipas.

### Moderne indeling
Er volgden bestuurlijke herindelingen in de periode 1917-1930 door de tussenkomst van de Democratische Republiek Georgië en de vorming van de Sovjet-Unie. Tijdens de grote bestuurlijke hervormingen in 1930 van de Georgische sovjetrepubliek werd de moderne bestuurlijke eenheid Charagaoeli als rajon (district) opgericht. De plaats Charagaoeli werd het districtscentrum. Rond 1934 werd de naam van het district gewijzigd in Ordzjonikidze, naar de Georgische Sovjet-politicus Grigori Ordzjonikidze. In 1990 werd de naam Charagaoeli weer hersteld tijdens de de-sovjetisering van Georgische toponiemen.
Na de onafhankelijkheid van Georgië werd het district in 1995 ingedeeld bij de nieuw gevormde regio (mchare) Imereti en in 2006 werd het district bestuurlijk omgevormd in een gemeente.

## Geografie

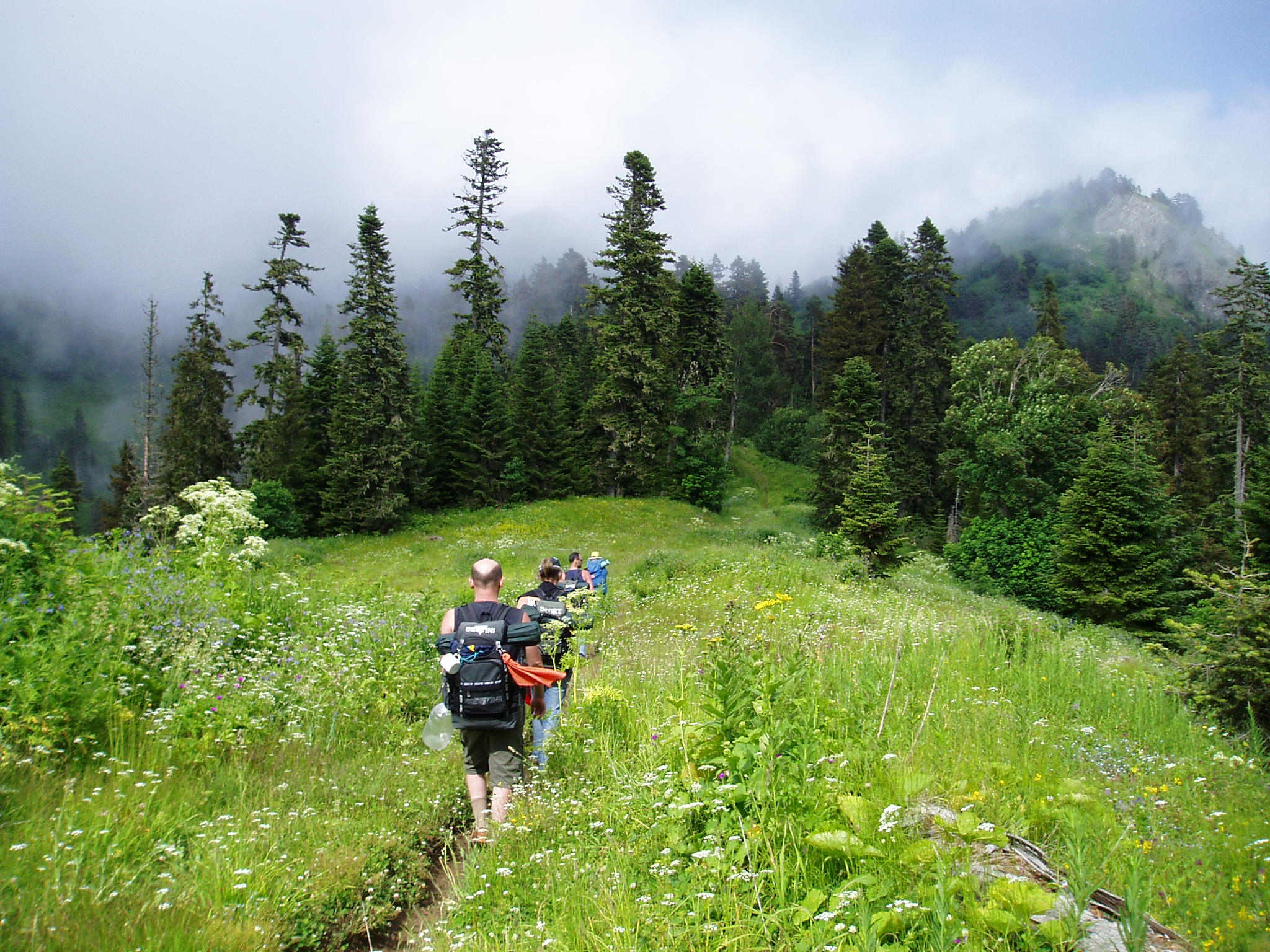
Nationaal park Bordzjomi-Charagaoeli

De gemeente ligt in het zuidoosten van de regio Imereti en grenst rondom aan zes gemeenten en twee regio's. In het westen ligt Baghdati, in het noorden liggen Zestafoni en Tsjiatoera, in het oosten Satsjchere en Chasjoeri (regio Sjida Kartli) en tot slot in het zuiden Bordzjomi en Achaltsiche (beiden regio Samtsche-Dzjavacheti).

### Lichi- en Meschetigebergte

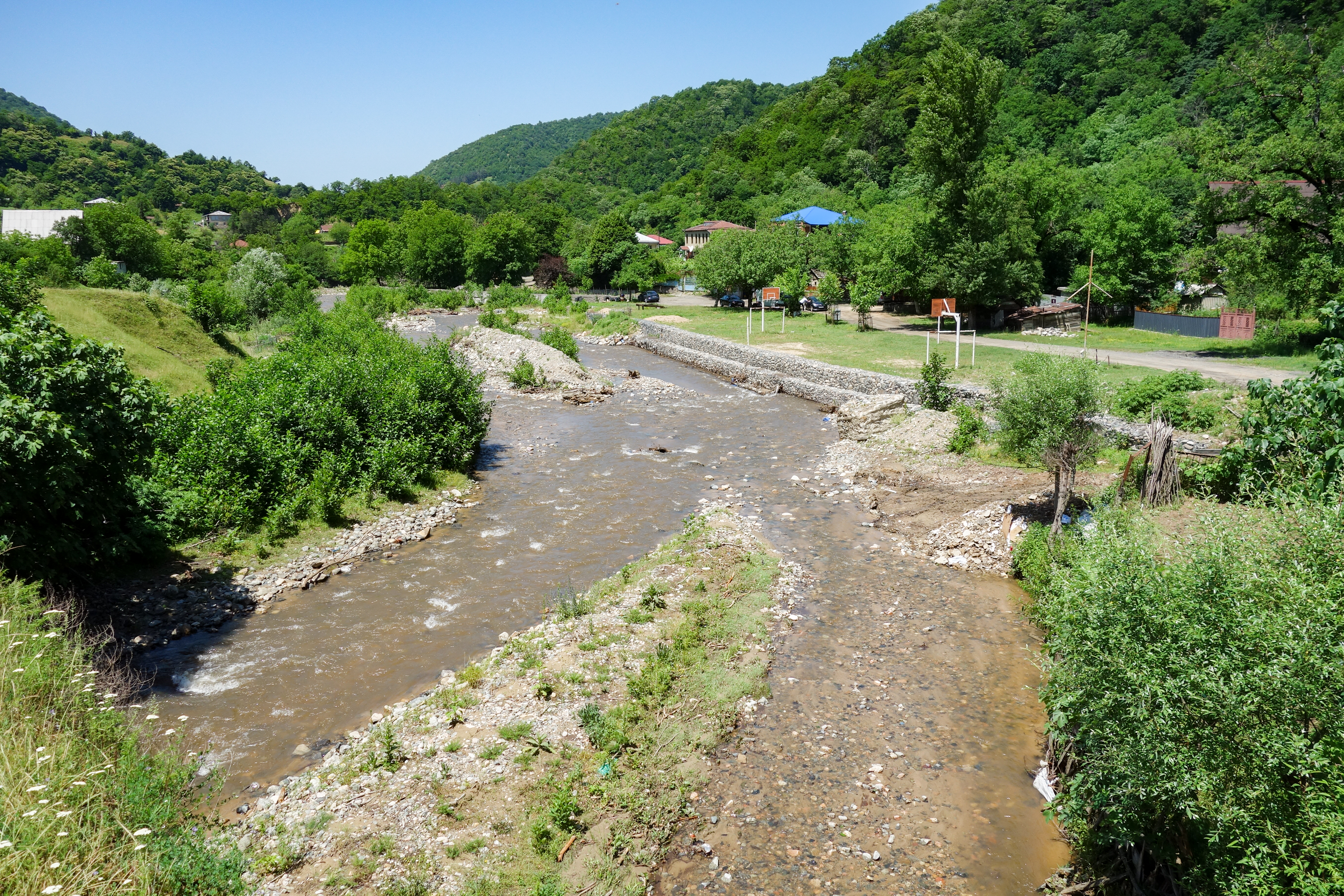
Rikotoelarivier, een bovenstroom van de Dziroela

Charagaoeli ligt op de overgang van het Lichigebergte naar het Meschetigebergte. Het Lichigebergte is de waterscheiding tussen oost- en west-Georgië en de Kaspische Zee en Zwarte Zee bekkens. Het grootste deel van de gemeente bestaat uit middelgebergte, maar in het zuidelijke deel van de gemeente gelegen Meschetigebergte is een hooggebergte. Hier ligt het hoogste punt van Charagaoeli, de berg Sametschvareo van 2642 meter boven zeeniveau.
Het zuiden van Charagaoeli is onderdeel van het grootste beschermd natuurgebied van Georgië, het nationaal park Bordzjomi-Charagaoeli. De bergkam van het Meschetigebergte is de zuidgrens van de gemeente met Bordzjomi. De Tsjcherimela en Dziroela zijn de belangrijkste rivieren in Charagaoeli, waarlangs ook de vitale oost-west infrastructuur van Georgië zich heeft ontwikkeld en waarlangs de meeste nederzettingen van de gemeente te vinden zijn. Beide rivieren komen samen in de noordwestelijk gelegen buurgemeente Zestafoni.
Het noorden van de gemeente loopt over in het Imereti-hoogland en grenst aan Tsjiatoera, terwijl in het oosten de waterscheiding van het Lichigebergte de grens met de regio Sjida Kartli en de gemeente Chasjoeri is. De Rikotipas en Soeramipas over het Lichigebergte zijn de passages tussen oost- en west-Georgië en liggen respectievelijk 996 en 949 meter boven zeeniveau.

## Demografie
Begin 2024 telde de gemeente Charagaoeli 17.885 inwoners, een daling van 8% ten opzichte van de volkstelling van 2014. Het aantal inwoners in de hoofdplaats Charagaoeli daalde in gelijke tred.
| Bevolkingsontwikkeling van de gemeente Charagaoeli                      | Bevolkingsontwikkeling van de gemeente Charagaoeli | Bevolkingsontwikkeling van de gemeente Charagaoeli | Bevolkingsontwikkeling van de gemeente Charagaoeli | Bevolkingsontwikkeling van de gemeente Charagaoeli | Bevolkingsontwikkeling van de gemeente Charagaoeli | Bevolkingsontwikkeling van de gemeente Charagaoeli | Bevolkingsontwikkeling van de gemeente Charagaoeli | Bevolkingsontwikkeling van de gemeente Charagaoeli | Bevolkingsontwikkeling van de gemeente Charagaoeli | Bevolkingsontwikkeling van de gemeente Charagaoeli | Bevolkingsontwikkeling van de gemeente Charagaoeli |
|                                                                         | 1897                                               | 1922                                               | 1939                                               | 1959                                               | 1970                                               | 1979                                               | 1989                                               | 2002                                               | 2014                                               | 2020                                               | 2024                                               |
| ----------------------------------------------------------------------- | -------------------------------------------------- | -------------------------------------------------- | -------------------------------------------------- | -------------------------------------------------- | -------------------------------------------------- | -------------------------------------------------- | -------------------------------------------------- | -------------------------------------------------- | -------------------------------------------------- | -------------------------------------------------- | -------------------------------------------------- |
| Gemeente Charagaoeli                                                    | -                                                  | -                                                  | 41.363                                             | 36.486                                             | 35.591                                             | 31.948                                             | 28.702                                             | 27.885                                             | 19.473                                             | 18.717                                             | 17.885                                             |
| Charagaoeli (daba)                                                      | -                                                  | -                                                  | 1.024                                              | 3.725                                              | 2.851                                              | 3.220                                              | 3.168                                              | 2.380                                              | 1.965                                              | 1.888                                              | 1.745                                              |
| Verantwoording data: Bevolkingsstatistiek Georgië 1897 tot heden. Noot: |                                                    |                                                    |                                                    |                                                    |                                                    |                                                    |                                                    |                                                    |                                                    |                                                    |                                                    |

### Etniciteit en religie
De bevolking van de gemeente was volgens de volkstelling van 2014 vrijwel geheel mono-etnisch Georgisch (99,7%). De belangrijkste etnische minderheid waren enkele tientallen Russen. Vrijwel alle inwoners waren volgens de volkstelling Georgisch-Orthodox (99,2%). De enige significante religieuze minderheid waren jehova's (0,4%).

## Administratieve onderverdeling

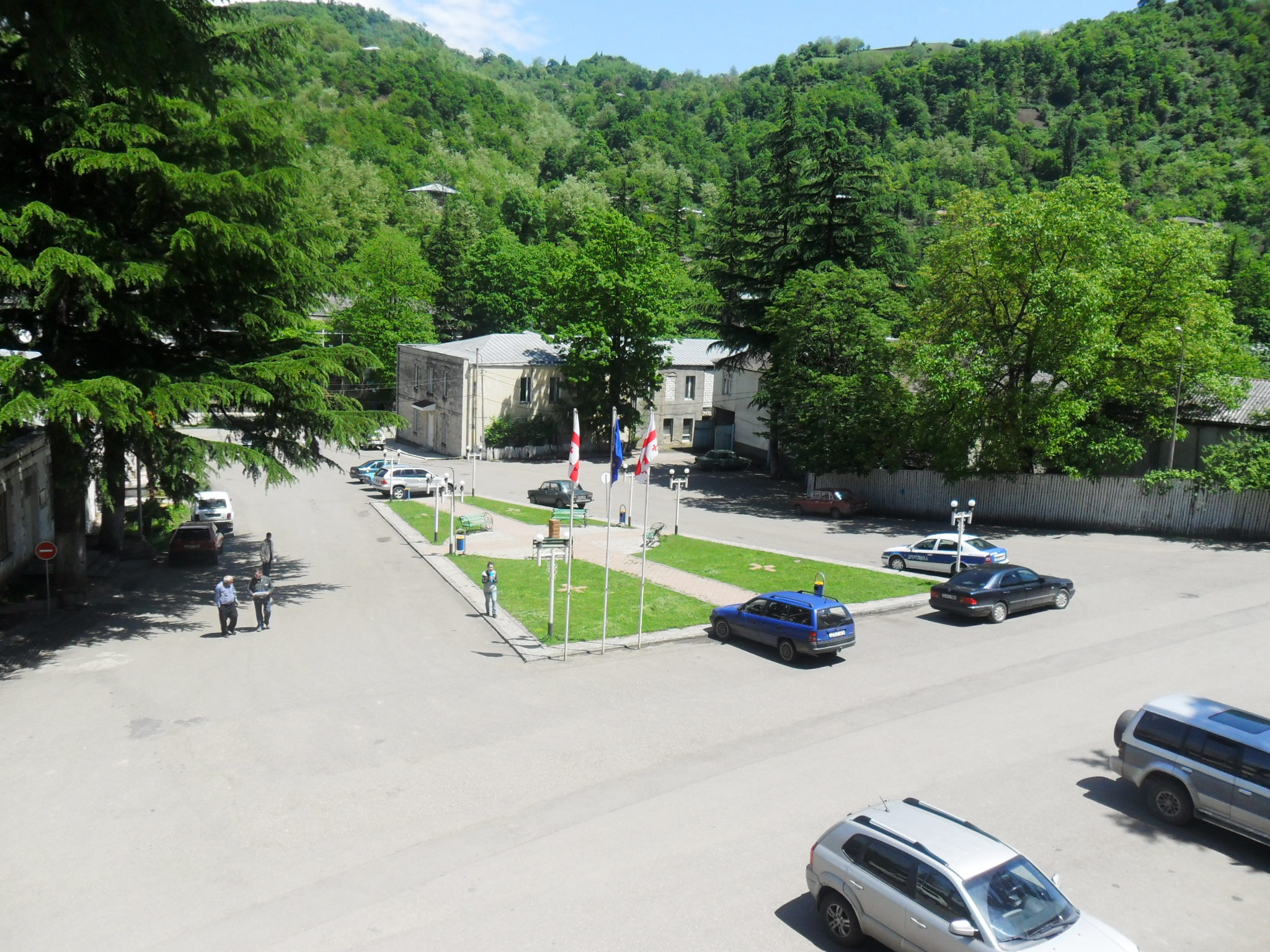
Charagaoeli is het gemeentelijk centrum

De gemeente is administratief onderverdeeld in 19 gemeenschappen (თემი, temi) met in totaal 77 dorpen (სოფელი, sopeli) en één 'nederzetting met stedelijk karakter' (დაბა, daba), het bestuurlijk centrum Charagaoeli.

## Bestuur
De gemeenteraad van Charagaoeli (Georgisch: საკრებულო, sakreboelo) wordt elke vier jaar gekozen in een gemengd kiesstelsel. Een deel wordt via enkelvoudige kiesdistricten gekozen en een deel via evenredige vertegenwoordiging van gesloten partijlijsten, waarvoor een kiesdrempel geldt van drie procent.
| Samenstelling Sakreboelo (zetels per partij) | Samenstelling Sakreboelo (zetels per partij) | Samenstelling Sakreboelo (zetels per partij) | Samenstelling Sakreboelo (zetels per partij) | Samenstelling Sakreboelo (zetels per partij) |
| Partij                                       | Partij                                       | 2014                                         | 2017                                         | 2021                                         |
| -------------------------------------------- | -------------------------------------------- | -------------------------------------------- | -------------------------------------------- | -------------------------------------------- |
|                                              | Georgische Droom (GD)                        | 28                                           | 28                                           | 24                                           |
|                                              | Verenigde Nationale Beweging (UNM)           | 3                                            | 2                                            | 6                                            |
|                                              | Overige partijen                             | 3                                            | 5                                            | 3                                            |
| Totaal                                       | Totaal                                       | 34                                           | 35                                           | 33                                           |

## Bezienswaardigheden

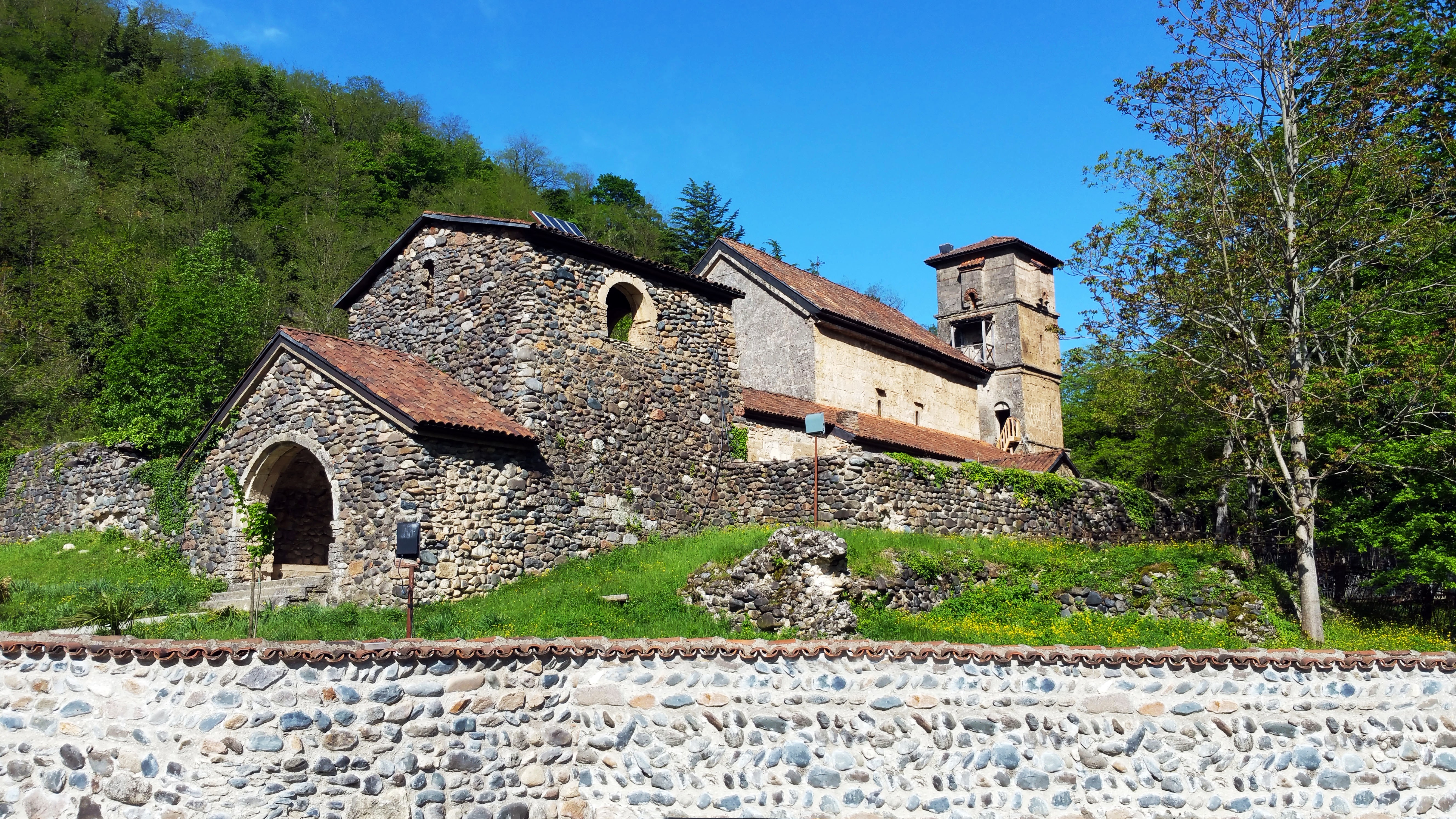
Oebisaklooster uit de 9e eeuw

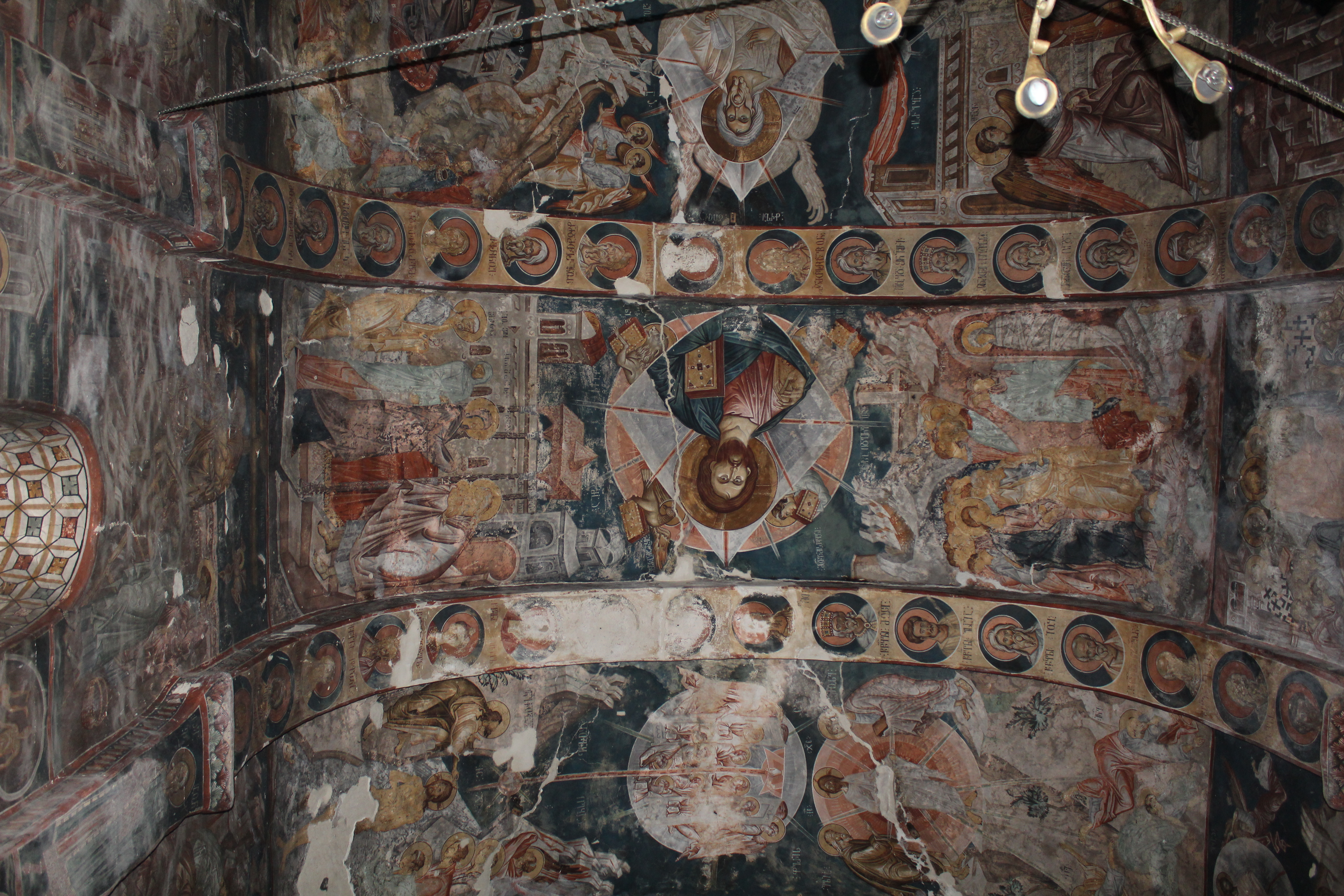
De fresco's van het Oebisaklooster

Langs de grote rivierkloven zijn diverse cultuur-historische bezienswaardigheden.
- Oebisaklooster uit de 9e eeuw aan de Dziroela en langs de S1.[32] Het klooster was een belangrijk cultureel centrum en kent unieke fresco's uit de 14e eeuw.
- Vachanikasteel uit de 10e-11e eeuw. Ruïnes van het historische fort op een heuvel in het grensland van de voormalige vorstendommen Imeretie en Kartli.[6] Ligt 5 kilometer en zuiden van de weg Soerami - Charagaoeli.
- Nationaal park Bordzjomi-Charagaoeli, het grootste beschermd natuurgebied van het land, ligt deels in het zuiden van Charagaoeli in het Meschetigebergte.[33] In het deel in Charagaoeli is de Meghroekikloof te vinden, een kloof omsloten met subtropisch Colchisbos.

## Vervoer
De belangrijkste hoofdweg in Georgië, de S1 / E60 (Tbilisi - Zoegdidi - Abchazië), passeert de gemeente door het Lichigebergte met de Rikotitunnel op de gemeentelijke en regiogrens in het oosten. Een belangrijke alternatieve route door het gebergte dat oost- en west-Georgië van elkaar scheidt is de nationale route Sh55 die via de Soeramipas door het gemeentelijk centrum Charagaoeli komt. Sinds 1872 volgt de Tbilisi - Poti spoorlijn deze weg. Dit is de centrale oost-west spoorlijn door het land en verbindt de hoofdstad met alle grote steden in het westen.